# 혼자
"혼자"는 2016년에 개봉한 대한민국의 영화이다.

## 캐스팅
- 이주원 : 수민 역
- 송유현 : 지연 역
- 이성욱 : 어린 수민 역
- 김동현 : 아버지 역
- 윤영민 : 어머니 역
- 권용환 : 복면 보스 역
- 남연우 : 복면 망치남 역
- 노승우 : 복면 막내 역

## 수상 및 초청 영화제
- 2015 제20회 부산국제영화제 비전 섹션 공식 초청 (ACF 선정)  - 시민평론가상 – 올해의 배우상 (이주원)
- 2015 제21회 서울독립영화제 경쟁섹션 초청 - 심사위원상
- 2017년 제4회 들꽃영화상 촬영상 - 김병정
- 2017년 제37회 황금촬영상 촬영상 (동상) - 김병정
- 2017년 제37회 황금촬영상 신인남우상 - 이주원

2015 제20회 부산국제영화제 비전 섹션  초청 (ACF 선정) 
-시민평론가상 수상 –올해의 배우상(이주원) 수상
2015 제21회 서울독립영화제 경쟁섹션 초청 -심사위원상
2017 제4회 들꽃 영화상 –촬영상(김병정) 
2017 제37회 황금촬영상 시상식 
–촬영상 동상(김병정)  –신인남우상(이주원) 
2016 제45회 로테르담국제영화제 브라이트 퓨쳐 섹션 
2016 제35회 미니애폴리스 세인트폴 국제영화제 아시안 프론티어 섹션 
2016 제18회 부에노스 아이레스 국제영화제 파노라마 섹션 
2016 제42회 시애틀 국제영화제 아시아 크로스로드 섹션 
2016 제4회 무주산골영화제 창 섹션 
2016 제15회 뉴욕아시안영화제 초청
2016 제1회 이태리 동아시아영화제 초청
2016 제6회 리마 독립국제영화제 국제경쟁부문
2016 제18회 타이페이 영화제 뉴탤런트 경쟁부문 
2016 제7회 인디아 말라샤 국제영화제 초청
2016 제8회 코펜하겐 국제영화제(CPH-PIX) 초청
2016 제35회 벤쿠버 국제영화제 용과 호랑이 섹션 초청
2016 제54회 오스트리아 비엔나 국제영화제:비에날레 초청
2016 제47회 인도국제영화제 메모리 오브 피어 섹션 초청
2016 제10회 런던 한국 영화제 인디파이어파워 부문
2017  제15회 피렌체 한국 영화제 초청
2017 스페인한국문화원 상영 
2018 일본 아테네 프랑세 문화센터 상영